# Amstel Gold Race 2010
L'Amstel Gold Race 2010 fou la 45a edició de l'Amstel Gold Race i es va disputar el 18 d'abril de 2010, sobre un recorregut de 257,4 km, entre Maastricht i el Cauberg a Valkenburg. Aquesta era la desena prova del Calendari mundial UCI 2010.
El belga Philippe Gilbert (Omega Pharma-Lotto) en fou el vencedor, per davant de Ryder Hesjedal (Garmin-Transitions) i Enrico Gasparotto (Astana Qazaqstan Team).

## Equips participants
En la present edició de l'Amstel Gold Race hi prenen part 24 equips, els 18 proTour i 6 de categoria continental:
- equips ProTour: AG2R La Mondiale, Astana, Caisse d'Epargne, Euskaltel-Euskadi, Footon-Servetto, FDJ, Garmin-Transitions, Lampre-Farnese Vini, Liquigas, Omega Pharma-Lotto, Quick Step, Rabobank, Team Sky, Team HTC-Columbia, Team Katusha, Team Milram, Team Radioshack, Team Saxo Bank
- equips continentals. Cervélo TestTeam, BMC Racing Team, Vacansoleil, Skil-Shimano, Topsport Vlaanderen-Mercator, Landbouwkrediet

## Afectacions per l'erupció del volcà Eyjafjalla
L'erupció del volcà Eyjafjalla, a Islàndia, i el consegüent núvol de cendra volcànica, ha provocat nombrosos retards i cancel·lacions als aeroports de bona part d'Europa des del dimecres 14 d'abril. Això ha provocat que nombrosos ciclistes no poguessin arribar fins a Maastricht i no poguessin prendre part en aquesta edició. Entre els afectats es troben Fabian Cancellara (Team Saxo Bank), recent vencedor del Tour de Flandes i la París-Roubaix, Alejandro Valverde i Luis León Sánchez (Caisse d'Epargne), Carlos Sastre (Cervélo TestTeam) i Bradley Wiggins (Team Sky). Altres corredors, com Joaquim Rodríguez, Filippo Pozzato i tots els intregrants del Liquigas van decidir traslladar-s'hi en cotxe

## Recorregut
El recorregut de la present edició és el mateix que en les quatre edicions precedents

### Cotes
Els ciclistes hauran de superar 31 cotes i alguns trams de pavé durant els 257,4 km de cursa:
| - Maasberg (km 10,7). 210 m al 8% - Adsteeg (km 30,5). 620 m al 4% - Lange Raarberg (km 37,5). 1.070 m al 6% - Bergseweg (km 55). 2 km al 5% - Sibbergrubbe (km 67). 1.760 m al 5% - Cauberg (km 71,4). 1 km al 8% - Wolfsberg (km 92,6). 1 km al 6% - Loorberg (km 98,2). 1.500 m al 6% - Schweibergerweg (km 108,3). 2.400 m al 4% - Camerig (km 114,7). 2.280 m al 6% - Drielandenpunt (km 127,7). 2.250 m al 5% | - Gemmenich (km 130,5). 1.400 m al 7% - Vijlenerbos (km 134). 2.000 m al 5% - Eperheide (km 143,8). 1.400 m al 5% - Gulperberg (km 151,8). 600 m al 10% - Van Plettenbergweg (km 155,4). 1 km al 4% - Eyserweg (km 157,2). 2.100 m al 5% - Huls (km 163,1). 1 km al 8% - Vrakelberg (km 168,5). 300 m al 6% - Sibbergrubbe (km 176,4). 1.760 m al 5% - Cauberg (km 181,9). 1 km al 8% | - Geulhemmerberg (km 185,4). 800 m al 7% - Bemerlerbeg (km 198,2). 1 km al 7% - Wolfsberg (km 216). 1 km al 6% - Loorberg (km 220,9). 1.500 m al 6% - Gulperbergweg (km 229,2). 600 m al 10% - Kruisberg (km 234,7). 700 m al 8% - Eyserbosweg (km 236,8). 900 m al 11,5% - Fromberg (km 240,5). 1 600 m al 5% - Keutenberg (km 245). 1200 m al 8% - Cauberg (km 257,3). 1 km al 8% |

## Resultat
|    | Ciclista                | Equip                 | Temps      | Calendari mundial UCI Punts |
| -- | ----------------------- | --------------------- | ---------- | --------------------------- |
| 1  | Philippe Gilbert (BEL)  | Omega Pharma-Lotto    | 6h 22' 54" | 80                          |
| 2  | Ryder Hesjedal (CAN)    | Garmin-Transitions    | + 2"       | 60                          |
| 3  | Enrico Gasparotto (ITA) | Astana Qazaqstan Team | + 2"       | 50                          |
| 4  | Bert de Waele (BEL)     | Landbouwkrediet       | + 5"       | 40                          |
| 5  | Roman Kreuziger (TXE)   | Liquigas-Doimo        | + 5"       | 30                          |
| 6  | Damiano Cunego (ITA)    | Lampre-Farnese Vini   | + 5"       | 22                          |
| 7  | Fränk Schleck (LUX)     | Team Saxo Bank        | + 7"       | 14                          |
| 8  | Marco Marcato (ITA)     | Vacansoleil           | + 9"       | 10                          |
| 9  | Karsten Kroon (PBA)     | BMC Racing Team       | + 11"      | 6                           |
| 10 | Chris Horner (USA)      | Team RadioShack       | + 11"      | 2                           |